# Tharangambadi
Tharangambadi (o Tarangambadi, già nota come Tranquebar) è una suddivisione dell'India, classificata come town panchayat, di 20.841 abitanti, situata nel distretto di Nagapattinam, nello stato federato del Tamil Nadu. In base al numero di abitanti la città rientra nella classe III (da 20.000 a 49.999 persone).

## Geografia fisica
La città è situata a 11° 02' 28 N e 79° 51' 07 E.

## Società

### Evoluzione demografica
Al censimento del 2001 la popolazione di Tharangambadi assommava a 20.841 persone, delle quali 9.927 maschi e 10.914 femmine. I bambini di età inferiore o uguale ai sei anni assommavano a 2.113, dei quali 1.060 maschi e 1.053 femmine. Infine, coloro che erano in grado di saper almeno leggere e scrivere erano 15.376, dei quali 7.841 maschi e 7.535 femmine.

## Storia
Tharangambadi fu uno dei principali insediamenti dell'India danese e della Compagnia danese delle Indie Orientali, finché non venne ceduta ai britannici nel 1845.

## Forte
Il Forte Danese è visitabile e rappresenta un esempio di forte del 1600-1700 con corte interna, alloggio per le truppe, santabarbara, depositi per i materiali ed alloggi per gli ufficiali.
Il Forte è stato restaurato ed ospita un piccolo ma bel museo che illustra la vita del tempo coloniale, con oggetti, armi, strumenti di pesca, quadri e disegni dell'epoca.